# John Spencer (artista)
John Edward Spencer King (Farnborough, Hampshire, Inglaterra, Reino Unido, 25 de abril de 1928 - Cuernavaca, Morelos, México, 16 de marzo de 2005). Estudió pintura y escultura en varias instituciones artísticas de su país, Francia e Italia, y exhibió su obra en importantes galerías en Londres. 
Desde 1942-46 asistió Bradfield College, Berkshire. Mientras que allí, él comenzó a ganar distinción por sus tallas de madera. Después de servir en el ejército durante dos años, estudió escultura en Regent Street Polytechnic durante un año hasta 1949. Desde 1949 hasta 1952 estudió pintura en la Escuela de Arte de Camberwell.
Sus cuadros de la época fueron aceptadas por la Real Academia de Arte y el Grupo de Londres, así como por otras exposiciones colectivas en galerías inglesas. En 1950 visitó Arlés, Francia, donde durante dos meses intensivos Spencer pintó en homenaje a Van Gogh.
En 1955, John Spencer fue recibido en la Iglesia católica. En los años de 1955 a 1960 se encontró viviendo y trabajando como artista, primero en Roma y luego en Asís. En 1960, se casó con Elizabeth Brown. En 1964, se le dio su primera exposición individual en la Galería Portal en Londres de pinturas e iconos originales que implican una combinación de pintura, talla en madera y metal.
Después de una corta enfermedad murió el 17 de marzo de 2005.

## Historia
Junto con Elizabeth Brown, su esposa, viajó por primera vez a México, en plan de paseo y para conocer el país. Llegaron a Cuernavaca el 22 de febrero de 1965 y se hospedaron en el hotel La Casona. 
Luego recorrieron parte de la República Mexicana y tuvieron una estadía de 18 meses en San Luis Potosí. En 1967 regresaron a Cuernavaca con el propósito de vivir en esta población. Se hospedaron en la misma habitación donde se habían quedado dos años antes, y pasarán el resto de su vida en un inmueble que fue a su llegada hotel, luego vivienda y más tarde propiedad privada. 

## Obras en Cuernavaca
Spencer, además de su trabajo creativo, participa en la vida artística y cultural de la ciudad de Cuernavaca. Realiza importantes obras como la construcción del campanario de la iglesia de Santa Catalina en Buena Vista; la "Cruz de Cuernavaca", que está colocada en la capilla abierta de la Catedral, y el proyecto de construcción más largo de su vida, The walls (Los muros) y las puertas de hierro forjado que circundan el atrio de la iglesia de los Reyes Magos en Tetela del Monte y por la cual en 1992 la comunidad de este municipio lo nombra "tlamantini", es decir, “el que sabe”.
Paralelamente a sus trabajos personales y en la ciudad, su intención era crear un foro artístico y cultural en Cuernavaca, en un espacio histórico. En 1984, Spencer hace su primer intento al tratar de salvar de la demolición la que fue la casa de Malcolm Lowry en Cuernavaca, autor de Bajo el volcán, pero no consigue los recursos necesarios para adquirirla. Solo rescata lo que fuera la "torre" que aparece en la citada novela donde vivió el personaje M. Laruelle y de manera real el propio Lowry en 1945-1946.

## La Casona en Cuernavaca
Elizabeth muere en 1986; John viaja a Inglaterra para resolver asuntos legales y se encuentra con recursos económicos que le ayudarán más tarde en su propósito de dotar a Cuernavaca de una casa de la cultura. 
En 1996, el Instituto de Cultura del Estado de Morelos le otorga la medalla José María Morelos y Pavón como "Morelense de excelencia" y "Por su trabajo artístico desarrollado durante 25 años en Morelos". 
En la primavera de 1997, cuando John Spencer se dirige a su café preferido como lo hacía en los últimos 30 años, se encuentra con que fuera de La Casona hay un letrero que dice: "Se vende". Spencer adquiere inmediatamente la propiedad y la "salva" de que la conviertan en un centro comercial. 
Dos años más tarde, en agosto de 1999, crea la Fundación Museo La Casona, A. C., junto con John Anderson, John Prigge y Ramón Sordo, quienes después de su muerte se encargarán de continuar las labores de restauración y equipamiento del edificio y convertirlo en un centro de cultura y de arte como era su propósito. 
Durante los siguientes seis años, Spencer habita el lugar y comienza su restauración y equipamiento. Construye las escaleras principales en forma de pirámide, pero no logra concluir su proyecto porque fallece el 17 de marzo de 2005. Sus restos están sepultados en el atrio de la iglesia de los Reyes Magos en Tetela del Monte, rodeado por sus muros, obra que sintetiza en mucho su estilo creativo. 
La fundación creada por Spencer continúa con la restauración y la creación de un centro de promoción de las artes y la cultura denominado Museo La Casona Spencer, en su honor, el cual inaugura sus actividades en agosto de 2006.